# Quercus laceyi
Quercus laceyi — вид рослин з родини букових (Fagaceae); поширений у Техасі — США й на півночі Мексики.

## Опис
Це листопадне дерево, яке досягає максимальної висоти 18–19 м. Кора борозниста, густа, темно-сіра. Гілочки жовтувато-сірі з численними світло-коричневими непомітними сочевичками. Листки довгасті або зворотно-яйцюваті, 3–7(10) × 2–5 см; основа кругла або злегка клиноподібна; верхівка округла або тупа, часто виїмчаста; край хвилясто-округло-зубчастий, з 1–4 округлими, малопомітними, частками, рідко цілий або зубчастий; молоде листя червонувате і з білими залозистими волосками з обох боків; верх сіро-зелений або іноді жовтувато-зелений, не блискучий, без волосся або з деякими зірчастими трихомами вздовж середньої жилки; низ блідіший, голий або з деякими білими залозистими трихомами; ніжка тонка, гола, 2–7 мм. Квітне навесні. Чоловічі квітки з жовтими пиляками, численні на сережках завдовжки 2–3 см; жіночі суцвіття довжиною 5 мм, 1–3-квіткові Жолуді однорічні, дозрівають у серпні — жовтні, 1 або 2 разом, на ніжці; горіх коричневий, довгастої або бочкоподібної форми, часто сплющений на обох кінцях, (11)13–15(20) × 9–11(14) мм; чашечка блюдцеподібна або дрібно чашоподібна, глибиною 4–7 мм × шириною 10–12(18) мм, охоплює 1/3 горіха або менше.

## Поширення й екологія
Поширений у Техасі — США й на півночі Мексики.
Населяє вапнякові пагорби, лісисті та прибережні ліси, каньйони та береги потоків; росте на висотах 350–2500 м.

## Використання
Відомо, що він забезпечує їжею та покривом оленів, дрібних ссавців та птахів. Вид не має комерційної цінності, однак іноді його використовують для палива.

## Загрози
Основною загрозою для Q. laceyi є зміна клімату.